# Photonectes dinema
Photonectes dinema és una espècie de peix de la família dels estòmids i de l'ordre dels estomiformes.

## Morfologia
- Els mascles poden assolir 25 cm de longitud total.[3][4]

## Hàbitat
És un peix marí i d'aigües subtropicals.

## Distribució geogràfica
Es troba a l'Atlàntic oriental (des de les Illes Açores fins al Senegal) i a l'Atlàntic occidental (des dels Estats Units fins a les Bahames).